# Robert S. Baker
Robert S. Baker, född 17 oktober 1916 i London, död 30 september 2009 i London, var en brittisk film- och TV-producent, regissör, manusförfattare och filmfotograf. Har bland annat varit producent för TV-serierna Helgonet och Snobbar som jobbar.

## Filmografi

### Filmproducent
- 1952 - Illdåd i natten
- 1953 - 3 steg till galgen
- 1955 - Mr Desmond kidnappad
- 1958 - Vampyrens blod
- 1958 - Mysteriet Trollenberg
- 1958 - Ökensabotörerna
- 1960 - Revansch på Hellfire Club
- 1961 – Ååh, en sån skräcknatt
- 1968 - Jakt på ögonvittne
- 1968 - Warlock - djävulskt uppdrag för Simon Templar
- 1969 - Crossplot
- 1997 - Helgonet

### TV-serie-producent
- 1962-1969 - Helgonet, 43 avsnitt
- 1971-1972 - Snobbar som jobbar, samtliga 24 avsnitten

### Filmregissör
- 1955 - Passport to Treason
- 1960 - Revansch på Hellfire Club
- 1960 - Dramat vid Sidney Street
- 1960 - Monte Cristos hemlighet

### TV-serie-regissör
- 1962-1964 - Helgonet, 4 avsnitt

### Filmmanusförfattare
- 1952 - Illdåd i natten

### Fotograf
- 1960 - Revansch på Hellfire Club